# غريغوري رالي
غريغوري رالي (بالإنجليزية: Gregory Raleigh)‏ هو مهندس أمريكي، ولد في 1961 في أورانج في الولايات المتحدة.